# Beidendorf (Bobitz)
Beidendorf ist ein Ortsteil der Gemeinde Bobitz im Landkreis Nordwestmecklenburg in Mecklenburg-Vorpommern.

## Geografie und Verkehrsanbindung
Beidendorf liegt nordöstlich des Kernortes Bobitz an der B 208 und an der Kreisstraße K 21. Die A 20 verläuft westlich.

## Geschichte
Am 1. Juli 1950 wurde die bisher eigenständige Gemeinde Grapen Stieten eingegliedert.

## Sehenswürdigkeiten
- Dorfkirche Beidendorf
- siehe Liste der Baudenkmale in Bobitz#Beidendorf